# San Juan del Rompeolas
San Juan del Rompeolas, al igual que San Juan de Regales, es un barrio situado en el norte de Santurce,
en Vizcaya (España). Estos barrios están ubicados junto a la carretera a Ciérvana.
Tiene ubicada la central térmica de Santurce al noroeste y el puerto de Bilbao al noreste.

## Servicios
Al igual que San Juan de Regales, es un barrio golpeado por los problemas socioeconómicos en las últimas décadas. El Gobierno vasco presentó un proyecto en 2006, para reformar el barrio, renovar las casas y mejorar las infraestructuras.

## Festividades
Sus fiestas se celebran el 24 de junio, san Juan, al igual que en San Juan de Regales.